# 지브릴 시디베
지브릴 시디베(프랑스어: Djibril Sidibé, 1992년 7월 29일 ~ )는 그리스 수페르리가 엘라다의 AEK 아테네에서 활약하고 있는 세네갈계 프랑스인 축구 선수이다.
트루아에서 태어난 그는 지역 연고의 팀인 트루아에서 선수 생활을 시작했고, 2012년 7월 마티외 드뷔시의 대안으로 릴에 입단하였다. 같은해 8월 25일 니스와의 경기에서 릴 소속으로 데뷔전을 치렀고, 이 경기에서 데뷔 골을 기록했다.
시디베는 UEFA 유로 2016을 앞두고 프랑스 대표팀 예비명단에 들었으나, 끝내 발탁되진 못했다.
2016년 7월 8일, 시디베는 릴을 떠나 모나코와 5년 계약을 체결했다.

## 경력 통계

### 국가대표
2018년 6월 26일 기준
| 국가대표 팀 | 년도 | 출장 | 골 |
| ----------- | ---- | ---- | -- |
| 프랑스      | 2016 | 6    | 0  |
| 프랑스      | 2017 | 8    | 1  |
| 프랑스      | 2018 | 4    | 0  |
| 합계        | 합계 | 18   | 1  |